# Como Township
La Como Township è una township degli Stati Uniti d'America della contea di Marshall nello Stato del Minnesota. La popolazione era di 52 persone al censimento del 2000.
La Como Township è stata organizzata nel 1900, e prende il nome dal Como Lake, un lago che si trova a Saint Paul.

## Geografia fisica
Secondo lo United States Census Bureau, la township ha un'area totale di 36,3 mi² (94,02 km²).

## Società

### Evoluzione demografica
Secondo il censimento del 2000, c'erano 52 persone.

### Etnie e minoranze straniere
Secondo il censimento del 2000, la composizione etnica della città era formata dal 100,00% di bianchi.